# Osella FA1ME
Der Osella FA1ME war ein Formel-1-Rennwagen des Rennstalls Osella Squadra Corse, mit dem das Piemonteser Team 1990 seine letzte Formel-1-Saison bestritt. Das Auto war in technischer Hinsicht eine Weiterentwicklung des im Vorjahr erschienenen Osella FA1M-89. Der Wagen kam 1990 nur dreimal ins Ziel und erreichte keine Weltmeisterschaftspunkte. Nachdem das Osella-Team im November 1990 von Fondmetal übernommen worden war, erschien das nahezu unveränderte Auto zu den ersten beiden Rennen der Saison 1991 unter der Bezeichnung Fondmetal FA1ME.

## Technik
Chassis und Karosserie des FA1ME entsprachen weitestgehend dem im Winter 1988/89 konstruierten Osella FA1M-89. Der Radstand war um 10 mm verlängert worden. Der wesentlichste Unterschied betraf die Vorderradaufhängung: Die Feder-Dämpfer-Einheit, die beim FA1M-89 im inneren Bereich des Cockpits untergebracht gewesen war, wurde nun wieder in die Fahrzeugnase verlegt. Sie befand sich an der oberen Verkleidung des Monocoque. Darüber hinaus gab es neue Lufteinlässe. Das restliche Paket einschließlich des Cosworth-DFR-Motors und der im Qualifying zunächst weiter überlegenen Pirelli-Reifen blieb unverändert. Allerdings kam der Motor nun nicht mehr von Mader, sondern von Hart. Laut Werksangabe lag das Gesamtgewicht nicht über dem vom Reglement geforderten Mindestgewicht von 505 kg.
Osella stellte zwei Exemplare des FA1ME her.

## Lackierung
In der 1990 eingesetzten Version war der FA1ME rot, orange und schwarz lackiert. Der Aufkleber des Sponsors Fondmetal war so groß wie bislang noch nie bei Osella; er dominierte weite Teile der Motorabdeckung. In der 1991er Version des Teams Fondmetal Corse war der Wagen weitgehend schwarz lackiert und hatte silberne und rote Akzente.

## Renneinsätze

### 1990
1990 war die letzte Formel-1-Saison des Osella-Teams. Der Rennstall setzte anders als im Vorjahr nur ein Fahrzeug ein, das von Olivier Grouillard gefahren wurde. Der FA1ME debütierte beim dritten Rennen der Saison 1990 in Imola. Grouillard qualifizierte sich im FA1ME zu sieben von insgesamt 14 Rennen.
Nach zwei Zielankünften in Kanada (Platz 13) und Mexiko (19) ließen die Leistungen des Teams nach. Vom Großen Preis von Frankreich bis zum Großen Preis von Ungarn verpasste Grouillard jeweils die Qualifikation oder Vorqualifikation. Grund hierfür war vor allem das schlechte Handling des Wagens, das sich erst besserte, als zum Großen Preis von Belgien ein neuer Unterboden installiert wurde. Danach konnte sich Osella wieder regelmäßig im zweiten Drittel des Starterfeldes qualifizieren, doch der Wagen litt noch immer an mangelnder Zuverlässigkeit. Allein die Radlager brachen in drei Rennen und erzwangen ein vorzeitiges Ende. Insgesamt gab es nur vier Zielankünfte; das beste Resultat waren zwei 13. Plätze in Kanada und Australien.

### 1991
Die ersten beiden Rennen der Saison 1991 bestritt Fondmetal Corse, der Nachfolger des Osella-Teams, mit dem technisch unveränderten FA1ME. Grouillard blieb als Fahrer erhalten; er scheiterte jeweils in der Vorqualifikation. Danach erschien Fondmetals erste Eigenkonstruktion, der Fondmetal Fomet 1, der in Großbritannien entwickelt worden war und keine konzeptionelle Ähnlichkeit mit dem FA1ME mehr hatte.

## Rennergebnisse
Osella FA1ME
| Fahrer               | Nr.                  | 1 | 2 | 3   | 4   | 5  | 6  | 7    | 8   | 9   | 10   | 11 | 12  | 13  | 14  | 15  | 16  | Punkte | Rang |
| -------------------- | -------------------- | - | - | --- | --- | -- | -- | ---- | --- | --- | ---- | -- | --- | --- | --- | --- | --- | ------ | ---- |
| Formel-1-Saison 1990 | Formel-1-Saison 1990 |   |   |     |     |    |    |      |     |     |      |    |     |     |     |     |     | 0      |      |
| O. Grouillard        | 14                   |   |   | DNF | DNQ | 13 | 19 | DNPQ | DNQ | DNQ | DNPQ | 16 | DNF | DNQ | DNF | DNQ | DNF | 0      |      |

Fondmetal FA1ME
| Fahrer               | Nr.                  | 1    | 2    | 3 | 4 | 5 | 6 | 7 | 8 | 9 | 10 | 11 | 12 | 13 | 14 | 15 | 16 | Punkte | Rang |
| -------------------- | -------------------- | ---- | ---- | - | - | - | - | - | - | - | -- | -- | -- | -- | -- | -- | -- | ------ | ---- |
| Formel-1-Saison 1991 | Formel-1-Saison 1991 |      |      |   |   |   |   |   |   |   |    |    |    |    |    |    |    | 0      |      |
| O. Grouillard        | 14                   | DNPQ | DNPQ |   |   |   |   |   |   |   |    |    |    |    |    |    |    | 0      |      |

| Legende  | Legende            | Legende                                                          |
| Farbe    | Abkürzung          | Bedeutung                                                        |
| -------- | ------------------ | ---------------------------------------------------------------- |
| Gold     | –                  | Sieg                                                             |
| Silber   | –                  | 2. Platz                                                         |
| Bronze   | –                  | 3. Platz                                                         |
| Grün     | –                  | Platzierung in den Punkten                                       |
| Blau     | –                  | Klassifiziert außerhalb der Punkteränge                          |
| Violett  | DNF                | Rennen nicht beendet (did not finish)                            |
| Violett  | NC                 | nicht klassifiziert (not classified)                             |
| Rot      | DNQ                | nicht qualifiziert (did not qualify)                             |
| Rot      | DNPQ               | in Vorqualifikation gescheitert (did not pre-qualify)            |
| Schwarz  | DSQ                | disqualifiziert (disqualified)                                   |
| Weiß     | DNS                | nicht am Start (did not start)                                   |
| Weiß     | WD                 | zurückgezogen (withdrawn)                                        |
| Hellblau | PO                 | nur am Training teilgenommen (practiced only)                    |
| Hellblau | TD                 | Freitags-Testfahrer (test driver)                                |
| ohne     | DNP                | nicht am Training teilgenommen (did not practice)                |
| ohne     | INJ                | verletzt oder krank (injured)                                    |
| ohne     | EX                 | ausgeschlossen (excluded)                                        |
| ohne     | DNA                | nicht erschienen (did not arrive)                                |
| ohne     | C                  | Rennen abgesagt (cancelled)                                      |
| ohne     | keine WM-Teilnahme |                                                                  |
| sonstige | P/fett             | Pole-Position                                                    |
| sonstige | 1/2/3/4/5/6/7/8    | Punktplatzierung im Sprint-/Qualifikationsrennen                 |
| sonstige | SR/kursiv          | Schnellste Rennrunde                                             |
| sonstige | *                  | nicht im Ziel, aufgrund der zurückgelegten Distanz aber gewertet |
| sonstige | ()                 | Streichresultate                                                 |
| sonstige | unterstrichen      | Führender in der Gesamtwertung                                   |